# Cuis
Cuis è un comune francese di 414 abitanti situato nel dipartimento della Marna nella regione del Grand Est.

## Società

### Evoluzione demografica
Abitanti censiti

## Galleria d'immagini

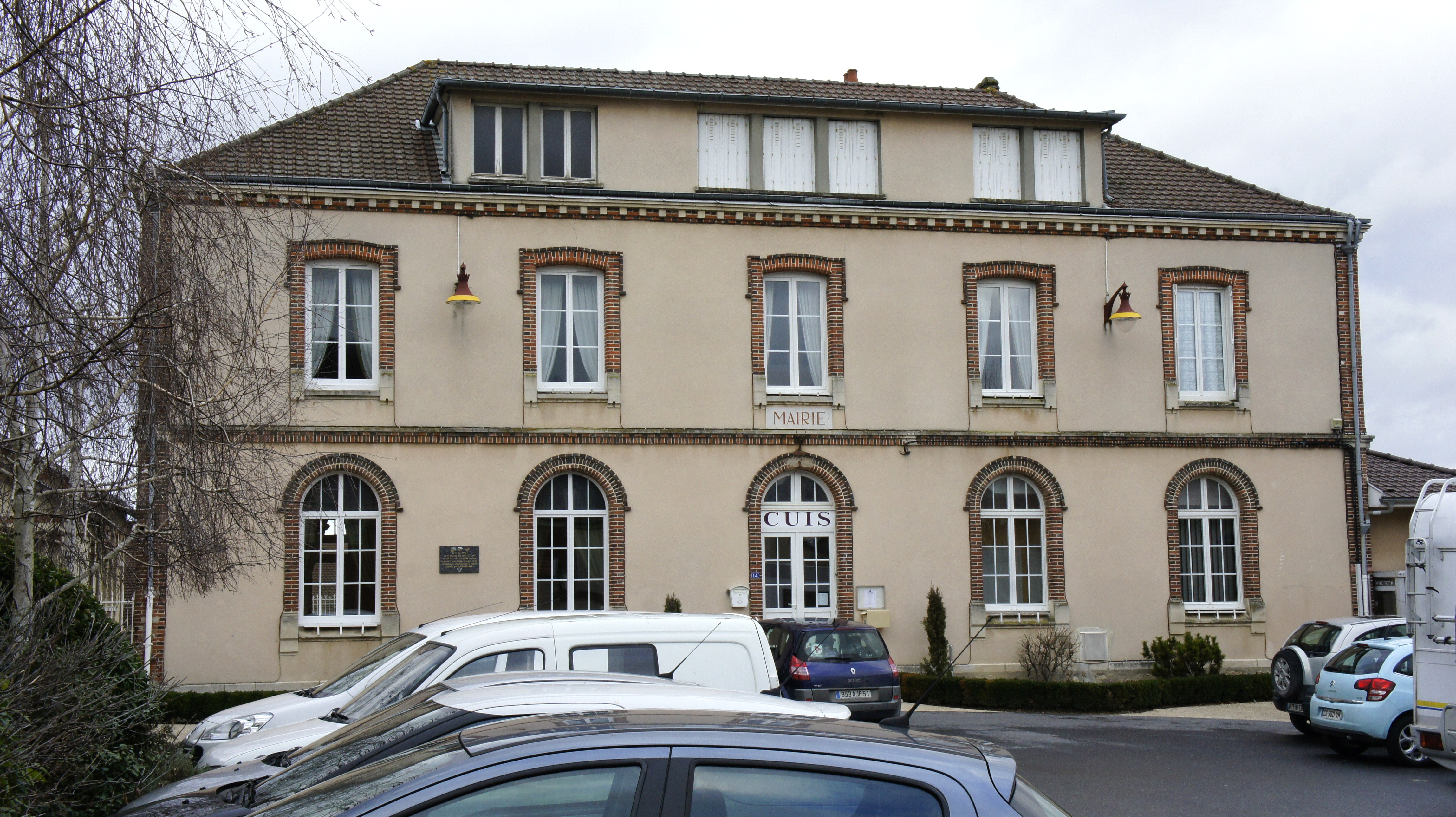
municipio
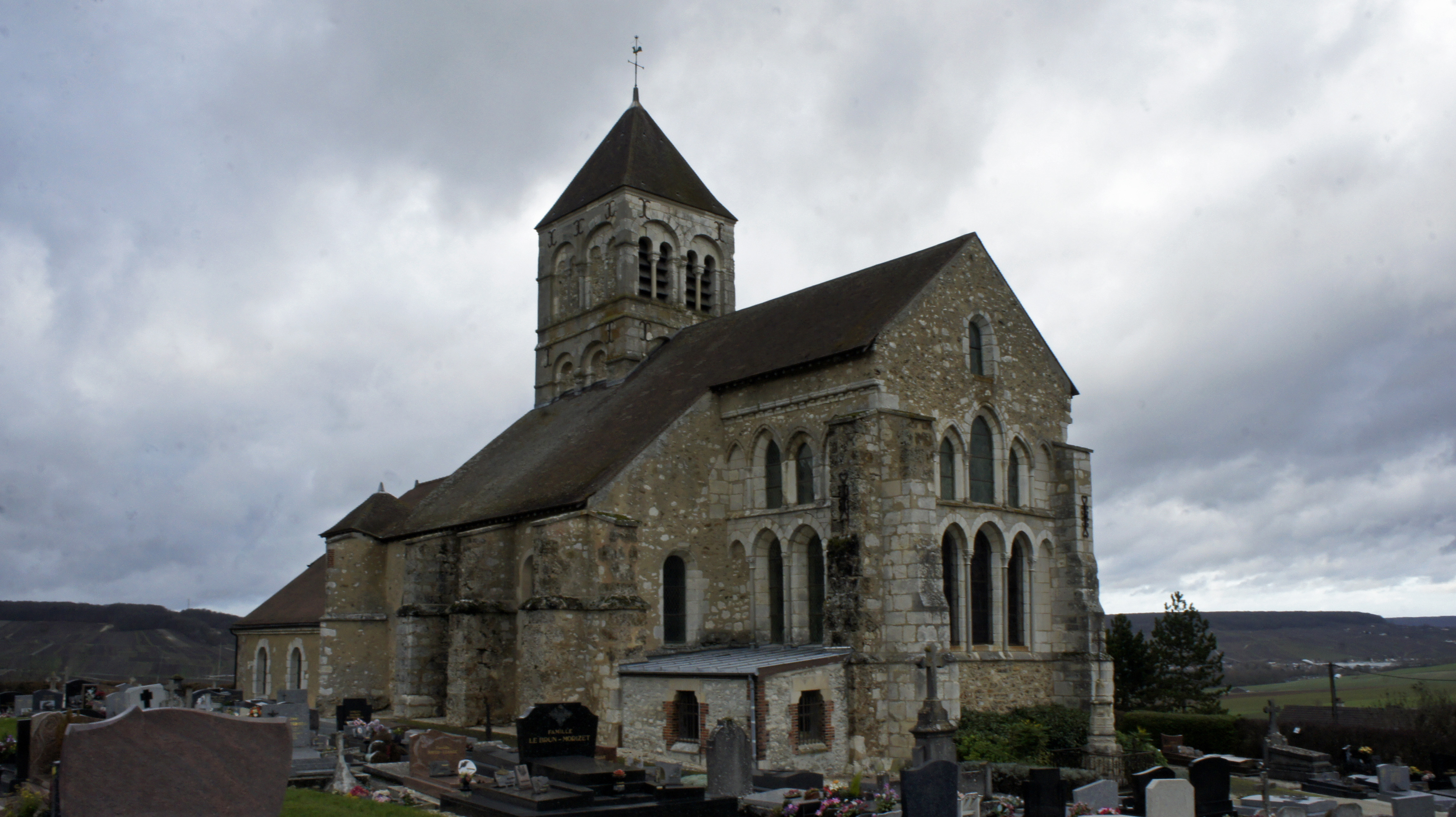
chiesa